# Vladimir Popović
Vladimir Popović (Bar, 1914. január 27. – London, 1972. április 1.) baloldali jugoszláv politikai aktivista, katona, tábornok, diplomata, politikus, Josip Broz Tito munkatársa.

## Élete
1914. január 27-én született Gornji Brčeliben, Bar közelében, a Montenegrói Királyságban. Mialatt 1930-ban a cetinjei gimnáziumba járt, a Jugoszláv Kommunista Ifjúsági Szővetség (SKOJ), két évvel 1932 után pedig a Jugoszláv Kommunista Párt (KPJ) tagja lett. A cetinjei középiskola elvégzése után Belgrádba ment orvosi tanulmányokra, ahol 1935 és 1937 között a KPJ Belgrád Egyetemi Bizottságának tagja és titkára volt. A belgrádi egyetemi tanulmányai során a forradalmi diákmozgalom szervezője és vezetője lett, azért többször letartóztatták. 1937-ben tagja volt a párizsi Diákok Világkongresszusán részt vevő jugoszláv diákok küldöttségének. Párizsban találkozott Josip Broz Titóval, és még ugyanabban az évben Franciaországból Spanyolországba érkezett, ahol csatlakozott a Spanyol Köztársasági Hadsereghez. Harcolt a 15. nemzetközi brigád „Georgi Dimitrov” zászlóaljában, majd a 129. nemzetközi brigádban. A Jugoszláv 129. nemzetközi brigád pártszervezetének titkára volt. Megkapta a Spanyol Köztársasági Hadsereg századosi rangját. A Spanyol Köztársaság bukása után más nemzetközi brigádtagokkal együtt franciaországi koncentrációs táborokba zárták. 1939-ben megszökött a táborból, és illegálisan Jugoszláviába költözött.
1939-ben Belgrádban ismét a KPJ Egyetemi Bizottságának titkári feladatait látta el, tagja lett a SKOJ Szerbiai Tartományi Bizottságának, valamint a KPJ Központi Bizottságának instruktora volt Montenegróban és Dalmáciában. Részt vett a KPJ október 19. és 23. között tartott ötödik országos konferenciájának munkájában a zágráb megyei Dubravában, ahol a KPJ Központi Bizottságának tagjává választották.
A Politbüro 1941. július 4-i belgrádi ülésén döntés született a nemzeti felkelés kirobbantásáról; Popovićot pedig a Horvát Kommunista Párt (KPH) Központi Bizottságának küldöttjévé választották. A KPJ KB képviselői feladatai mellett a KPH Központi Bizottságában különböző egyéb felelős feladatokat látott el. 1941 júliusától a KPH Központi Bizottságának operatív vezetőségi titkára lett és a horvátországi felkelés megszervezésén dolgozott. 1941 szeptemberében katonai-politikai konzultáción vett részt Stolicében, ahol a Nemzeti Felszabadítási Mozgalom (NOP) legfelsőbb vezérkarának tagjává választották. 1942 tavaszán a KPH Központi Bizottsága titkára lett. 1943-ban kinevezték a Jugoszláviai Népi Felszabadító Hadsereg (NOVJ) harmadik, boszniai hadtestének politikai komisszárjává, 1944-ben pedig ugyanennek a hadtestnek a parancsnoka lett. Ebben az évben vezérőrnagyi rangot is kapott. Ebben az időszakban a hadtest Bosznia felszabadításáért és az egységek Szerbiába való behatolása feltételeinek megteremtéséért küzdött. Belgrád 1944. októberi felszabadulása után Popović 1944 novemberében az új Jugoszlávia központi hatóságaihoz került, ahol a NOVJ legfelsőbb vezérkarában és a KPJ Központi Bizottságában dolgozott.
Diplomáciai pályafutása 1945-ben kezdődött: Tito politikai és katonai képviselőnek küldte Bulgáriába (amelynek csapatai döntő szerepet játszottak a tengelyhatalmak csapatai Szerbiából való kiszorításában 1944-ben, majd nagy befolyással bírtak a végső jugoszláviai hadműveletekben 1945-ben), majd moszkvai nagykövet (azaz a fiatal jugoszláv kommunista rezsim külpolitikai mecénása) lett, ezt a tisztséget 1945 és 1948 között töltötte be. Moszkvai nagyköveti hivatali ideje alatt Vladimir Popovićot az ENSZ-hez delegált állami küldöttség tagjává nevezték ki New Yorkba, és tagja volt az állami küldöttségnek az 1946-os versailles-i békekonferencián is, amelyen a Németország, Olaszország és szövetségeseik felett aratott győzelem után 21 ország képviselői vettek részt. Moszkvai küldetése során 1946-1947 között részt vett a Szovjetunióval folytatott gazdasági együttműködésről szóló tárgyalásokon.
A Kominform (Kommunista és Munkáspártok Információs Irodája – kilenc európai állam által közös érdekeik összehangolására létrehozott szervezet, mely 1947-től 1956-ig működött) megjelenése után a Szovjetunió és Jugoszlávia kapcsolata megszakadt. A Szovjetunió gazdasági blokáddal és egyéb intézkedésekkel gyakorolt  nyomást a KPJ-re és a jugoszláv vezetésre, Popović pedig Moszkvába távozott, majd visszatért Belgrádba. 1948-as hazatérése után a külügyminiszter első helyetteseként szolgált. Ugyanebben az évben a Jugoszláv Kommunista Párt Központi Bizottságának tagja lett.
1949-ben az ENSZ-be delegált állami küldöttség tagjaként tárgyalásokat kezdett nyugati országokkal gazdasági segélyek megszerzése érdekében. Ezt a munkát amerikai nagykövetként folytatta (1950 – 1954), és ezalatt 38 millió USA dollárnyi segélyt sikerült megszereznie az USA-tól Jugoszláviának; az amerikai élelmiszersegély küldését a más kommunista országokkal való konfliktussal és a vidék bolsevik kollektivizálása miatt valójában az éhhalál szélére sodródott Jugoszláviában a „nagy szárazsággal” indokolták, ami a mezőgazdasági termelés nagy visszaesését okozta. A segélyküldés során, 1951 végén az USA a további együttműködést - amelyet amerikai részről elvileg a Moszkvának való engedelmességet felmondani merészelő magányos kommunista rezsim támogatása motivált – Alojzije Stepinac bíboros börtönből való szabadon bocsátásához kötötte, akit a börtönből való távozása után szülőföldjén, Krašićon helyeztek házi őrizetbe. Popović más tárgyalásokon is részt vett az USA-val, az Egyesült Királysággal és Franciaországgal, ahol a kommunista Jugoszlávia 60 millió USD támogatásban részesült.
1952-ben tárgyalási sikereiért és a nyugati országoktól megszerzett támogatásokért a Nép Hőse kitüntetésben részesült. 1954-ben kinevezték a JSZSZK Szövetségi Nemzetgyűlése Külügyi Bizottságának elnökévé. Az USA-ban végzett diplomáciai tevékenység után 1955-től 1958-ig kínai és vietnami nagyköveti posztot töltött be. Az Ötödik, Hatodik, Hetedik és Nyolcadik Kongresszuson a KPJ Központi Bizottsága tagjává választották, az SKJ kilencedik belgrádi kongresszusán pedig az SKJ elnökségének tagjává választották. Nyugdíjba vonulásakor a Szövetségi Tanács tagja volt.
A kínai nagyköveti posztból való visszatérése óta 1958-tól 1972-ig a következő pozíciókat töltötte be:
- a KP KB külpolitikáért felelős elnökségi tagja,
- a szövetségi kormány tagja,
- a Külgazdasági Kapcsolatok Bizottságának elnöke,
- a latin-amerikai országokban működő gazdasági delegációk vezetője,
- az el nem kötelezett országok újonnan létrehozott szervezetének tagországaiban végzett feladatokat,
- a JSZK elnökségének titkára 1972-ben bekövetkezett haláláig.

## Emlékezete
- Bar kultúrháza a nevét viseli, a ház előtt pedig egy mellszobra áll.

## Fordítás
Ez a szócikk részben vagy egészben  a   Vladimir Popović – Španac című horvát Wikipédia-szócikk ezen változatának fordításán alapul.  Az eredeti cikk szerkesztőit annak laptörténete sorolja fel. Ez a jelzés csupán a megfogalmazás eredetét és a szerzői jogokat jelzi, nem szolgál a cikkben szereplő információk forrásmegjelöléseként.